# Cachupa

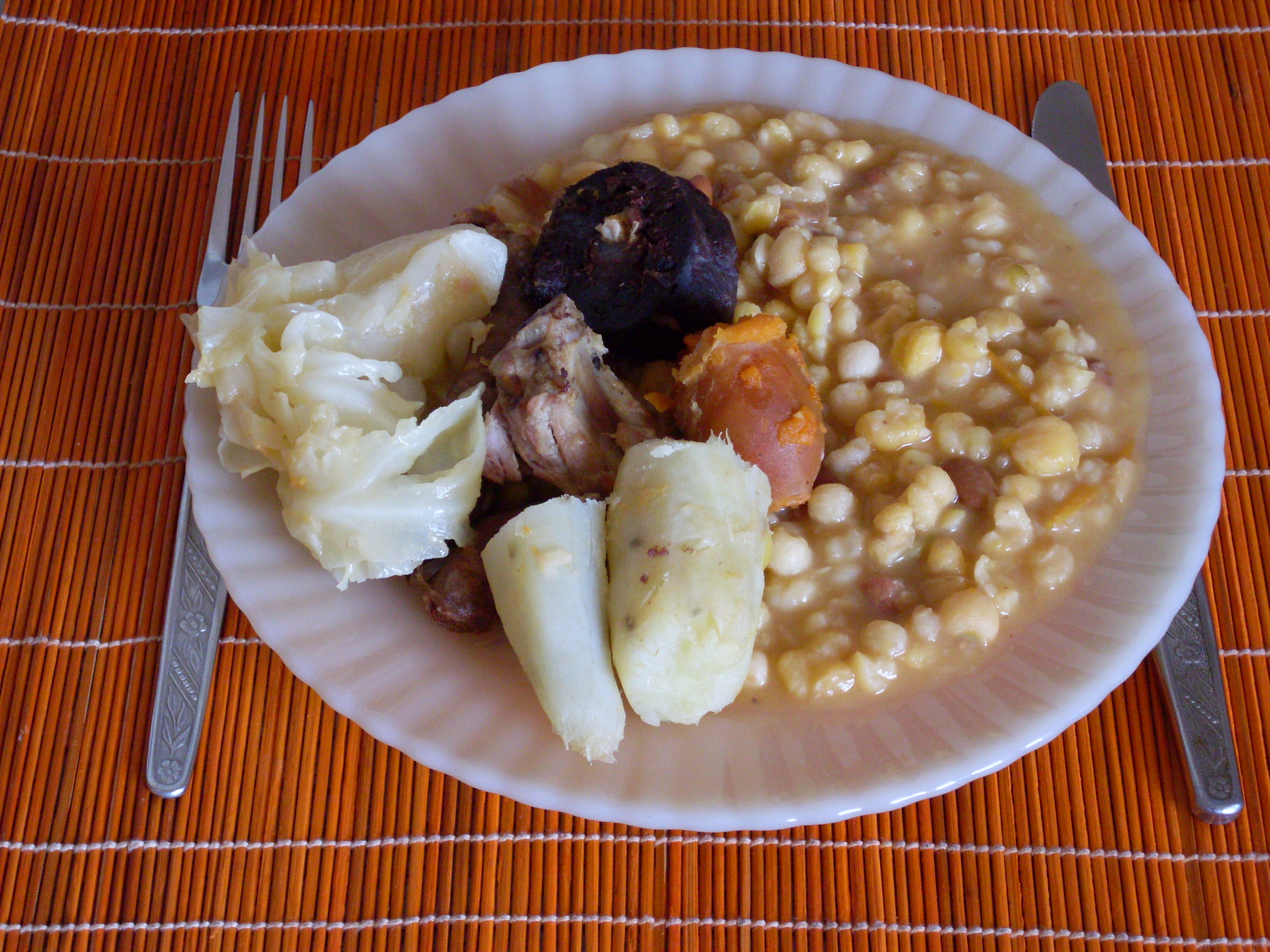
Cachupa

Cachupa is een Kaapverdisch eenpansgerecht. Op de eilanden is een bonenschotel het basisvoedsel. De bonen werden soms aangevuld met vis of kool.
Wanneer er een enkele keer vlees voorradig was, meestal was dat gedroogd of gepekeld en uit Portugal afkomstig, werd dit aan de bonenschotel toegevoegd en dit gerecht werd cachupa genoemd. Cachupa gold als een delicatesse en is het nationale gerecht van de eilanden. Cachupa wordt ook wel als een maïsgerecht met verschillende soorten bonen omschreven.
De Kaapverdische Eilanden hebben de cachupa op een postzegel vereeuwigd.